# هیچ‌وقت مال تو نمیشم (ترانه کالی اوچیس)
«هیچ‌وقت مال تو نمیشم» (به انگلیسی: Never Be Yours) ترانه‌ای از خوانندهٔ آمریکایی کالی اوچیس می‌باشد که در اصل به‌عنوان قطعه‌ای از نخستین میکس‌تیپ وی تحت عنوان درانکن بابل (۲۰۲۱) منتشر شده بود. اوچیس بعدها به‌دلیل اصرار زیاد از سوی طرفداران خود این ترانه را مجدداً ضبط و آن را به‌عنوان تک‌آهنگ در ۲۱ ژوئن سال ۲۰۲۴ کرد. همچنین این اولین ترانهٔ اوچیس می‌باشد که تحت کپیتال رکوردز منتشر گردیده‌است.